# General Dynamics X-62 VISTA
O General Dynamics (agora Lockheed Martin) X-62 VISTA ("Variable stability In-flight Simulator Test Aircraft", Aeronave de testes de estabilidade variável e simulação) é uma aeronave experimental derivada do F-16 Fighting Falcon, o qual foi modificado em conjunto pela General Dynamics e Calspan Corporation para uso da Força Aérea dos Estados Unidos.
O X-62 VISTA incorporou um sistema múltiplo de eixos de empuxo vetorial (MATV), possibilitando maior controle ativo da aeronave em situações Post stall. Seu programa foi notável pelo desenvolvimento do Direct voice input DVI e Virtual HUD, os quais ambos foram eventualmente incorporados no cockpit do F-35 Lightning II. O F-35 também incorporou a tecnologia proveniente de testes de empuxo vetorial do VISTA.
A aeronave continua ativa e operacional para a escola de pilotos de testes da Força Aérea dos Estados Unidos na Califórnia, sendo usada por estudantes e projetos de pesquisas especiais.
Em 18 de abril de 2024, a USAF e a DARPA anunciaram o teste e engajamento bem-sucedido do X-62A contra um F-16 convencional pilotado por humanos no primeiro combate aéreo entre humanos e IA (inteligência artificial).